# Halifax (Virginia)
Halifax è un comune degli Stati Uniti d'America, situato nello Stato della Virginia, nella Contea di Halifax, della quale è il capoluogo.